# 堀之内 (成田市)
堀之内（ほりのうち）は、千葉県成田市の大字。郵便番号は282-0007（成田国際空港内）、286-0107（その他）。

## 地理
成田市の南東部に位置し、遠山地区に所属する。
周辺の十余三、天神峰、取香、駒井野、小菅、長田と隣接する。
東部の一部が成田国際空港のB滑走路誘導路の敷地になっている。
成田市編入前は、下埴生郡遠山村、堀之内村に属していた。

## 世帯数と人口
2017年（平成29年）10月31日現在の世帯数と人口は以下の通りである。
| 大字   | 世帯数 | 人口  |
| ------ | ------ | ----- |
| 堀之内 | 47世帯 | 105人 |

## 小・中学校の学区
市立小・中学校に通う場合、学区は以下の通りとなる。
| 地域 | 小学校             | 中学校             |
| ---- | ------------------ | ------------------ |
| 全域 | 成田市立遠山小学校 | 成田市立遠山中学校 |

## 施設

キャスコ花葉CLUB 空港コース

ANAクラウンプラザホテル成田

- キャスコ花葉CLUB 空港コース
- ANAクラウンプラザホテル成田
- ANAケータリングサービス成田
- 西福寺
- 八幡神社

## 交通

### 道路
当地域を縦貫するような国道や県道は存在しない。

### バス
- 成田サークルバス（千葉交通）
  - （ホテル日航成田（取香）） - ANAクラウンプラザホテル成田 - （ホテルマイステイズプレミア成田（大山））